# Orde van Hendrik de Leeuw

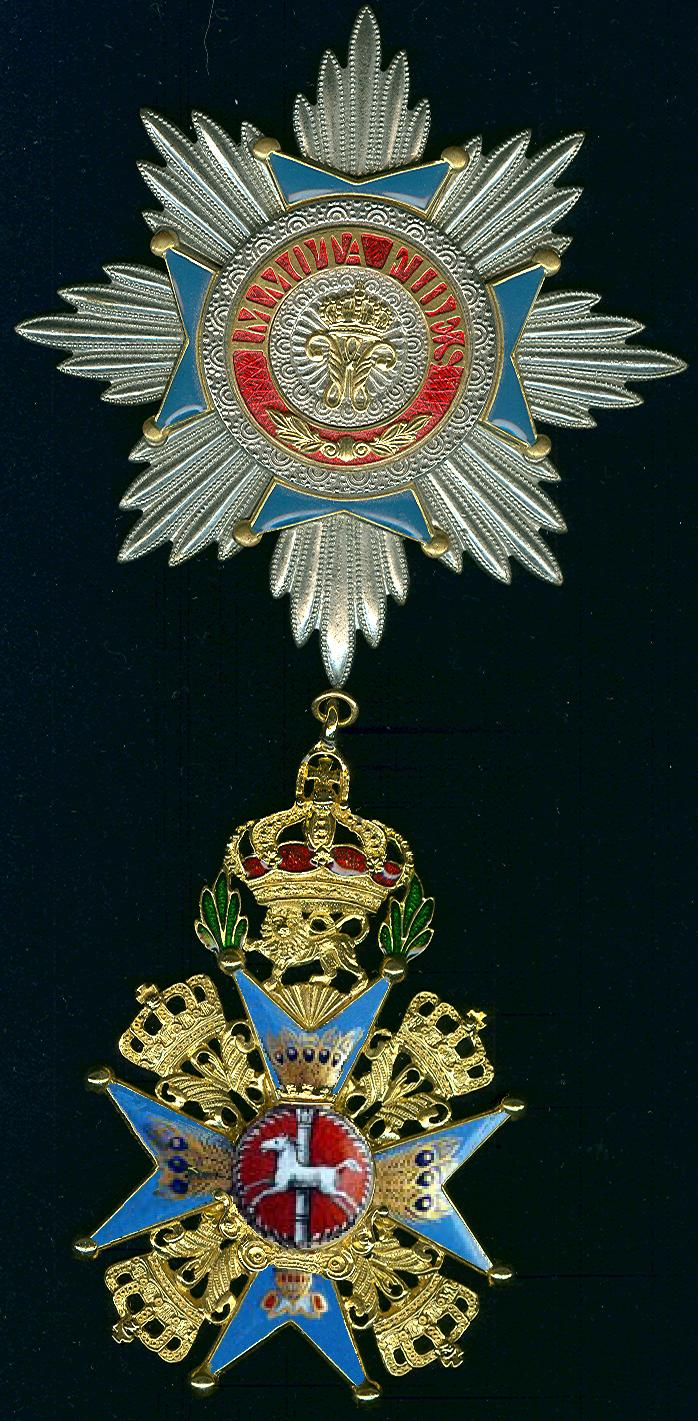
Het grootkruis en de ster van de Orde van Hendrik de Leeuw. Particuliere verzameling Groningen.

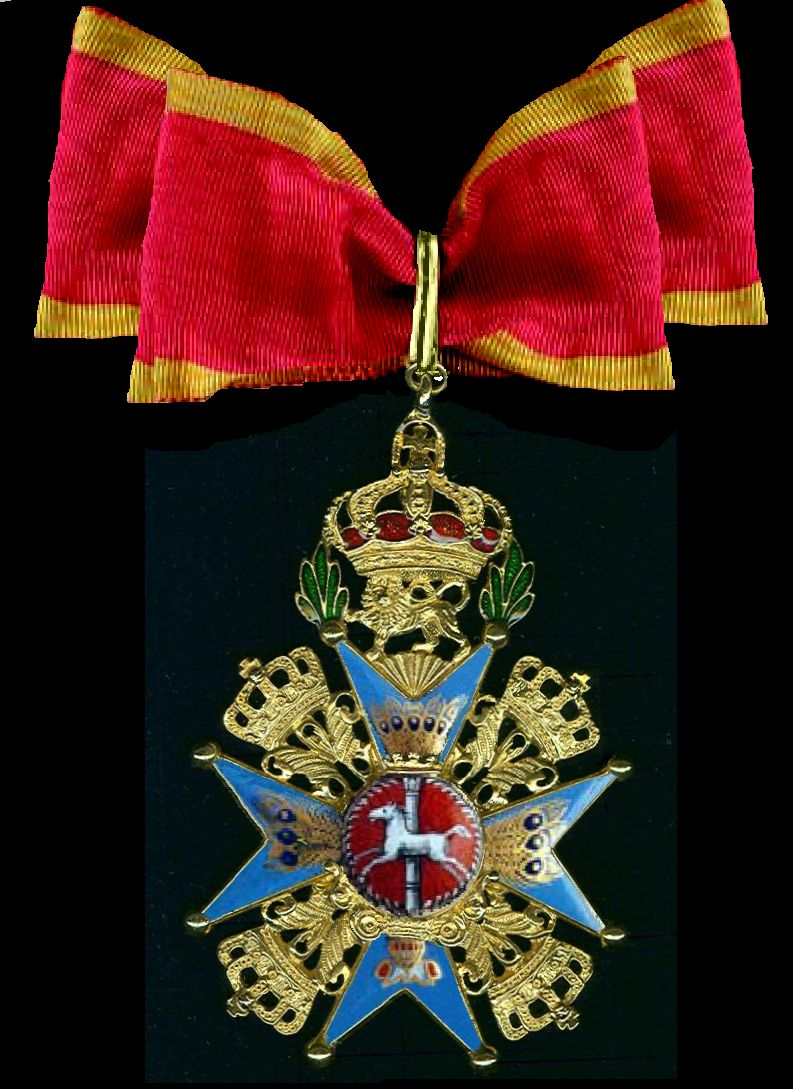
Het commandeurskruis van de Orde van Hendrik de Leeuw. Particuliere verzameling Groningen.

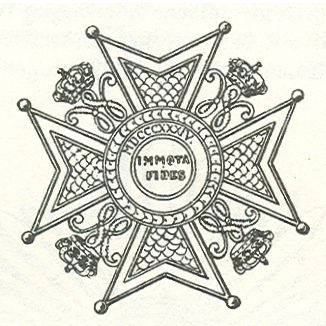
Borstkruis

De Orde van Hendrik de Leeuw, op 25 april 1825 ingesteld door hertog Wilhelm I van Brunswijk als "Herzöglich Braunsweichischer Orden Heinrichs des Löwen", was een ridderorde die als onderscheiding voor verdienste waaronder verdienste op het gebied van kunst en wetenschap werd verleend.
In 1870 werd vastgesteld dat de orde ook, met zwaarden in de hoeken van het kruis, aan militairen kon worden verleend. De orde kende uiteindelijk twaalf klassen en twee kruisen die aan de orde waren verbonden. Na 1877 breidde het aantal klassen en uitvoeringen van de orde zich uit. Er werden na 1870 ook grootkruisen met diamanten verleend.

## De rangen van de Orde van Hendrik de Leeuw
De hertog was Grootmeester van de orde die uit 5 klassen en twee Kruizen van Verdienste bestaat.
- Grootkruis met briljanten

- Grootkruis

De grootkruisen droegen een groot ridderkruis van de orde aan een lint over de rechterschouder op de linkerheup of aan een keten.De keten bestond uit afwisselende medaillons, Brunswijkse leeuwen, Lüneburger leeuwen,vaandels en leeuwenkoppen.
De ster van de grootkruisen is een achtpuntige ster met daarop een lichtblauw kruis en een medaillon met het motto "IMMOTA FIDES" (Latijn: "Onwankelbare trouw") en een gouden gekroonde "W". Het grootkruis werd ook met zwaarden, deze werden onder het kruis aangebracht, verleend. Wanneer een Grootkruis al een onderscheiding met de zwaarden had ontvangen en daarna voor verdiensten in vredestijd werd gedecoreerd kreeg hij zoals in Duitsland gebruikelijk "zwaarden aan de ring".
- De Eerste Klasse van de Orde van Hendrik de Leeuw

Deze graad werd in 1908 door de regent, Johann Albrecht zu Mecklenburg, ingesteld. Als voorbeeld zal de Eerste Klasse van de Pruisische Orde van de Rode Adelaar hebben gediend.
Bij de Orde van de Rode Adelaar was de Eerste Klasse jarenlang, van 1810 tot 1861, de hoogste graad van de orde, in dat laatste jaar werd het grootkruis aan de orde toegevoegd. In Brunswijk was dus sprake van een omgekeerde ontwikkeling; daar werd aan een orde met een grootkruis als hoogste graad een extra klasse toegevoegd.
Een eenvoudig blauw geëmailleerd kruis werd aan een lint over de rechterschouder gedragen en op de borst droeg men de ster van de orde. De graad ontlastte de graad van Grootkruis. Zo hoefden minder kostbare ketens en bewerkelijke kruisen te worden uitgereikt.

De ster was eenvoudiger dan die der Grootkruisen; op de zilveren achtpuntige ster werd een medaillon met een rode ring gelegd. Op de ring werden het motto van de orde, een helm en een bos pauwenveren aangebracht. In het medaillon zijn het witte paard en de zuil afgebeeld.

Wanneer een Commandeur der Eerste Klasse al een onderscheiding met de zwaarden had ontvangen en daarna voor verdiensten in vredestijd werd gedecoreerd met de Eerste Klasse kreeg hij zoals in Duitsland gebruikelijk "zwaarden aan de ring".

Het kruis werd 120 maal toegekend. Twee onderscheidingen in deze Eerste Klasse "met zwaarden" werden verleend in de Eerste Wereldoorlog. Er zijn ook kruisen met zwaarden aan de ring bekend.
- Commandeur der Eerste Klasse

De Commandeurs der Eerste Klasse, in het protocol gelijkgesteld met grootofficieren, droegen een kruis van de orde aan een lint om de hals en een eenvoudig uitgevoerd zilveren kruis van de orde, zonder kroon, met in het medaillon het motto van de orde en het jaartal MDCCCXXV in gouden Romeinse cijfers op de rode ring op de borst. De vier armen van het kruis zijn van zilver. In de armen van het kruis zijn gekroonde gouden monogrammen van de ordestichter geplaatst.
Het kruis voor op de borst bestaat mèt en zonder zwaarden.
Borstkruisen met zwaarden onder de onderste arm van dat kruis komen niet voor, ook niet wanneer de drager een commandeurskruis met dergelijke zwaarden droeg.
Wanneer een Commandeur der Eerste Klasse al een onderscheiding met de zwaarden had ontvangen en daarna voor verdiensten in vredestijd werd gedecoreerd kreeg hij zoals in Duitsland gebruikelijk "zwaarden aan de ring". Er zijn borstkruisen met en zonder zwaarden bekend. De om de hals gedragen kruisen komen voor met zwaarden aan de ring, zwaarden op het kruis en zwaarden onder de onderste arm van het kruis.
- Commandeur

Zij dragen eenzelfde kruis van de orde als de Commandeurs der Eerste Klasse aan een lint om de hals. 

Wanneer een Commandeur al een onderscheiding met de zwaarden had ontvangen en daarna voor verdiensten in vredestijd werd gedecoreerd kreeg hij zoals in Duitsland gebruikelijk "zwaarden aan de ring". De om de hals gedragen kruisen komen voor met zwaarden aan de ring, zwaarden op het kruis en zwaarden onder de onderste arm van het kruis.
- Officierskruis ( ingesteld in 1908)

Het officierskruis is een kruis dat, zonder lint, als een broche op de borst wordt gespeld. In het Duits noemt men dit een "Steckkreuz". Het kruis bestaat ook in een uitvoering met zwaarden.
- Ridder der Eerste Klasse

Deze ridders dragen een kruis van de orde aan een lint dat twee vingers breed is op de linkerborst. Wanneer een Ridder der Eerste Klasse al een onderscheiding met de zwaarden had ontvangen en daarna voor verdiensten in vredestijd werd gedecoreerd kreeg hij zoals in Duitsland gebruikelijk "zwaarden aan de ring". Er zijn kruisen met en zonder zwaarden bekend. De kruisen komen voor met zwaarden aan de ring, zwaarden op het kruis en zwaarden onder de onderste arm van het kruis.
- Ridder der Tweede Klasse (sinds 1877)

Bij het ridderkruis is overal zilver in plaats van goud gebruikt. De kruisen komen voor met zwaarden op het kruis en zwaarden onder de onderste arm van het kruis. Zwaarden aan de ring komen niet voor.
Men droeg het kruis aan een lint op de linkerborst.
- Kruis der vierde klasse (ingesteld in 1908)

Dit zilveren kruis met een klein geëmailleerd medaillon waarop het paard en de zuil zijn afgebeeld werd met en zonder zwaarden verleend. Men droeg het kruis aan een lint op de linkerborst.
- Kruis van Verdienste der Eerste Klasse (1825-1912)

Het kruis heeft vier armen, het is geheel van goud en draagt het medaillon met een gekroonde "W" in het midden. Op de armen staat het motto "IM"-"MO"-"TA"-"FIDES". Op de concave uiteinden van de armen zijn parels aangebracht en het kruis ligt op zwaarden of op een lauwerkrans. Er zijn gouden en verguld zilveren kruisen bekend.
- Kruis van Verdienste der Tweede Klasse (1825-1912)

Het kruis heeft vier armen, het is geheel van zilver en draagt het medaillon met een gekroonde "W" in het midden. Op de armen staat het motto "IM"-"MO"-"TA"-"FIDES". Op de concave uiteinden van de armen zijn parels aangebracht en het kruis ligt op zwaarden of op een lauwerkrans. Er zijn zilveren en verzilverde kruisen bekend.
- Ereteken der Eerste Klasse(1903-1918)

Dit ereteken is een zilveren, na 1908 verzilverde medaille met op de voorzijde een gekroonde "W" binnen een krans van eikenbladeren. Op de keerzijde staat het motto "IMMOTA FIDES". Men droeg de medaille aan een lint op de linkerborst.
- Ereteken der Tweede Klasse(1903-1918)

Dit ereteken is een bronzen medaille met op de voorzijde een gekroonde "W" binnen een krans van eikenbladeren.
- Eretekens voor Kunst en Wetenschap (1908-1918)

In 1908 werd ook een Teken van Verdienste voor Kunst en Wetenschap ingevoerd. Er waren vier graden.
Dit ereteken werd aan het lint van de orde gedragen.

## De versierselen van de orde
Het ridderkruis is voor alle rangen in de orde gelijk en bestaat uit een achtpuntig blauw geëmailleerd kruis met gouden kogels op de punten. Op de armen van het kruis zijn een helm en pauwenveren, zoals in het wapen van Hendrik de Leeuw, geschilderd. Het kruis van de orde is bij de verschillende klassen verschillend van grootte.
Het lint van de orde is helderrood met gele randen.
Het helderrode medaillon toont een springende schimmel, (het heraldische"Sachsenross") en een gekroonde witte zuil.
Een gaande leeuw en een groen geëmailleerde lauwerkrans verbinden de beugelkroon en het kruis. Tussen de armen van het kruis zien we gekroonde letters "W" ter ere van de stichter van de orde.
Op de keerzijde van het kruis staat het motto van de orde "Immota fides" (Latijn: "Onwankelbare trouw") en het jaartal MDCCCXXXIV (1834).
De juweliers Wolfers in Brussel en Siebrecht in Braunschweig zijn bekend als leveranciers. De vermaarde Brusselse juwelier vervaardigde de schitterende ketens van de orde.

## De aan de orde verbonden onderscheidingen
Het gouden "Militär-Verdienstkreuz", een hoge onderscheiding voor dapperheid, zou aan het lint van deze orde worden gedragen. Het werd tweemaal ingesteld maar nooit uitgereikt.